# Slime Rancher
Slime Rancher je simulátor farmaření, který vyvinulo a vydalo americké indie studio Monomi Park. Hra byla vydána v rámci předběžného přístupu v lednu 2016 a oficiálně pro Windows, macOS, Linux a Xbox One 1. srpna 2017. Verze pro PlayStation 4 byla vydána 21. srpna 2018 a verze pro Nintendo Switch 11. srpna 2021. Dne 18. června 2019 byl vydán stahovatelný obsah s názvem „Slime Rancher: Secret Style Pack“, který přidal další kosmetické doplňky. Pokračování s názvem Slime Rancher 2 bylo vydáno v předběžném přístupu 22. září 2022 pro Windows a Xbox Series X/S. Ve vývoji je také celovečerní filmová adaptace.

## Hratelnost
Hra se odehrává v otevřeném světě z pohledu první osoby. Hráč ovládá postavu jménem Beatrix LeBeau, rančerku, která se stěhuje na planetu daleko od Země zvanou Far Far Range, aby zde žila život „rančerky slimů“, který spočívá v budování ranče a prozkoumávání planety Far Far Range za účelem sběru, chovu a krmení slimů. Slimové jsou želatinové živé organismy různých velikostí a vlastností. Aby mohla postupovat, má k dispozici poznámky od bývalého majitele ranče, které jí pomáhají při prozkoumávání Far Far Range.
Hlavní ekonomický aspekt hry se točí kolem krmení slimů vhodnými potravinami, aby produkovali „plorty“, které pak lze prodat výměnou za Newbucky, za které lze nakoupit vylepšení vybavení ranče nebo zemědělských budov. S výjimkou základních růžových slimů se slimové živí pouze jedním ze tří druhů potravin: ovocem, zeleninou nebo masem. Každý slime má také oblíbenou potravinu, která po snědení způsobuje, že produkuje dvojnásobné množství plortů. Hráč se s postavou pohybuje v různých prostředích a je schopen sbírat různé slimy, potraviny a plorty tím, že je vysává pomocí svého vakuového nástroje nazývaného „Vacpack“, což je blend vakua (vacuum) a batohu (backpack). Najednou může uchovávat pouze omezený počet předmětů a předtím, než může sbírat další, musí nasbírané předměty vyložit. Hráč musí nakupovat a vylepšovat různé ohrady, aby do nich mohl uložit nasbírané slimy, a farmy pro skladování potravin. Vylepšovat lze také estetické vylepšení domova postavy, Vacpack a samotný ranč.
Dva druhy slimů lze kombinovat a zvětšovat tím, že slima nakrmíte plortem jiného druhu. Tím se znatelně zvětší, zkombinují se jejich fyzické vlastnosti a umožní se jim po nakrmení vyprodukovat dva plorty, jeden plort od každého ze svých základních slimů. Také sdílejí oblíbenou potravinu každého ze svých základních slimů. Takový hybridní slime je známý jako „Largo“. Pokud však Largo slime sní plort jiného druhu, než ze kterého byl stvořen, stane se z něj agresivní, zlomyslný černý slime zvaný „Tarr“, který přemění napadené slimy kolem sebe na Tarry a zároveň je schopen hráče zranit. Hráč může načerpat sladkou vodu z rybníků a pramenů, aby ostříkal a rozložil dehet z Tarrů.
Ve hře existují různé druhy slimů, přičemž každý druh se liší svými vlastnostmi, od jednoduchých uší, barev, křídel a ocasů až po schopnost teleportovat se nebo uchopit předměty pomocí liány, která vyrůstá ze země. Mezi typy slimů dostupných ve hře patří poslušní, škodliví, nechovní a divocí. Většina slimů má také svou „Gordo“ verzi, kterou lze nalézt v různých skrytých oblastech po celé planetě. Gordo slimové jsou extrémně velcí a nemohou se pohybovat jako běžní nebo Largo slimové. Hráči do nich mohou střílet potraviny, dokud nevybouchnou (50 kusů jejich druhu potraviny nebo 25 kusů jejich oblíbené potraviny), přičemž po sobě zanechají běžné verze původního Gordo slima, bedny obsahující náhodnou kořist a buď teleport, nebo „slime klíč“, který umožní přístup do nových oblastí nebo zkratku mezi známými oblastmi.

## Vývoj
Vývoj hry Slime Rancher začal v Popovichově bytě. Protože byl Popovich spíše umělec a designér než programátor, spoléhal se při vytváření prototypu hry na kód jiných lidí. Nakonec si na pomoc s programováním přizval technického ředitele Mikea Thomase. Na hře pracovali osm hodin denně, což byla praxe, kterou Popovich používal se zaměstnanci Monomi Parku, aby se vyhnul povinným přesčasům.
Hra měla původně vstoupit do předběžného přístupu po roce, ale byla zpožděna o šest měsíců.

## Přijetí
| Agregátor  | Skóre                                     |
| ---------- | ----------------------------------------- |
| Metacritic | - PC: 81/100 - XONE: 80/100 - PS4: 69/100 |

| Udělil           | Skóre  |
| ---------------- | ------ |
| Destructoid      | 8.5/10 |
| Game Informer    | 8.5/10 |
| PC Gamer (UK)    | 65%    |
| New Game Network | 77/100 |

Verze Slime Rancher v předběžném přístupu obdržela obecně pozitivní recenze. Heather Alexandra z Kotaku si všimla několika chyb, ale hře dala pozitivní recenzi s tím, že „Obvykle nejsem fanouškem her s katarzí, ale když se na konci dne vrátím na svou veselou a praštěnou farmu? Nemůžu si pomoct usmívat se stejně široce jako moji malí slizcí přátelé.“ Steve Neilsen ze serveru Games Mojo udělil hře 4,5 hvězdičky z 5 a uvedl, že „Slime Rancher je zábavná a návyková hra se zábavnou premisou a roztomilými stvořeními. Grafika v kresleném stylu vypadá úžasně a hratelnost je chytrá a plná roztomilosti.“
Plnohodnotné vydání hry získalo na Metacriticu skóre 81/100, přičemž recenzenti uvedli, že hra vás dokáže zaujmout na dlouhé hodiny. Recenzenti také uvedli, že hra je relaxační a katarzní, ale zároveň poměrně repetitivní a úspěšně využívá návykovou povahu farmářských simulátorů.
Do května 2017 se hry prodalo přes 800 000 kopií, do 28. února 2019 2 miliony a do 13. ledna 2022 přes 5 milionů.
V anketě Reader's Choice Best of 2017 Awards časopisu Game Informer se hra umístila na třetím místě spolu s Forza Motorsport 7 v kategorii „Nejlepší Microsoft hra“ a na druhém místě v kategorii „Nejlepší simulační hra“. Časopis hře udělil cenu v této druhé kategorii v rámci soutěže Nejlepší roku 2017.

### Ocenění a nominace
| Rok  | Cena                                                  | Kategorie                   | Výsledek | Ref.          |
| ---- | ----------------------------------------------------- | --------------------------- | -------- | ------------- |
| 2017 | Golden Joystick Awards                                | Nejlepší indie hra          | nominace | [ 27 ]        |
| 2017 | Golden Joystick Awards                                | Hra roku na Xbox            | nominace | [ 27 ]        |
| 2017 | The Game Awards 2017                                  | Nejlepší debutová indie hra | nominace | [ 28 ]        |
| 2018 | National Academy of Video Game Trade Reviewers Awards | Hra, originální akční       | nominace | [ 29 ] [ 30 ] |
| 2018 | National Academy of Video Game Trade Reviewers Awards | Hra, simulace               | nominace | [ 29 ] [ 30 ] |
| 2018 | 14th British Academy Games Awards                     | Debutová hra                | nominace | [ 31 ] [ 32 ] |

## Filmová adaptace
V srpnu 2023 Deadline oznámil, že na filmové adaptaci videohry pracuje společnost Story Kitchen Dereka Kolstada, Dmitriho M. Johnsona a Mikea Goldberga.